# Rjú Murakami
Rjú(nosuke) Murakami (村上 龍 (之介) , * 19. února 1952, Sasebo, prefektura Nagasaki) je současný japonský spisovatel, filmový scenárista a režisér.

## Biografie
Pochází z učitelské rodiny. Již na střední škole založil rockovou kapelu a seznámil se s kulturou hippies. Vysokou školu výtvarných umění nedostudoval. V rodném Sasebu i po odchodu do Tokia žil poblíž americké vojenské základny. Je typickým představitelem autorské generace, která je silně ovlivněna amerikanizovaným prostředím městské mládeže a která stírá rozdíl mezi populární a uměleckou literaturou. Řada jeho děl, pohybujících se na hraně psychologického thrilleru a hororu, byla zfilmována, on sám je úspěšným scenáristou a režisérem.